# Porto Rico nos Jogos Olímpicos de Verão de 1960
Porto Rico competiu nos Jogos Olímpicos de Verão de 1960, realizados em Roma, Itália.